# Phlaeopsis
Phlaeopsis es un género de escarabajos longicornios de la tribu Acanthocinini.

## Especies
- Phlaeopsis albomaculata Breuning, 1961
- Phlaeopsis minuta (Aurivillius, 1928)
- Phlaeopsis olivescens (Dillon & Dillon, 1952)
- Phlaeopsis pubescens Blanchard, 1853
- Phlaeopsis viridescens (Dillon & Dillon, 1952)